# Biechów (Głogów)
Biechów (deutsch Beichau, 1937–45 Oderhorst) ist ein aufgegebenes Dorf in der polnischen Woiwodschaft Niederschlesien, das zur Stadt Głogów (Glogau) im Powiat Głogowski gehörte. Offiziell existiert der Ort nicht mehr.

## Geografische Lage
Der Ort lag etwa sieben Kilometer westlich der Innenstadt von Głogów. Umliegende Ortschaften sind/waren Zabiele (Sabel) im Norden, Grodziec Mały (Klein Gräditz) im Nordosten, der Głogówer Stadtbezirk Osiedle Nadodrze im Osten, Słone (Schloin) im Süden, Kamiona (Ziebern) im Südwesten, Żukowice (Herrndorf) im Westen sowie Wróblin Głogowski (Fröbel) und Bogomice (Biegnitz) im Nordosten.
Biechów lag direkt an der Oder. Etwa einen Kilometer südlich der ehemaligen Ortslage verläuft die Droga wojewódzka 292. Ebenfalls südlich verläuft die Bahnstrecke Wrocław–Szczecin.

## Geschichte
Der Ortsname von Biechów leitet sich nach dem deutschen Linguisten Heinrich Adamy von dem polnischen Wort byka für Ochse ab. Aus dem Erstnennungsnamen Bycowice leitete Adamy die Namensbedeutung Rinderdorf her. 1937 wurde der Ortsname nach seiner Lage an der Oder zu Oderhorst germanisiert, seit 1945 heißt der Ort Biechów.
Das Dorf lag in unmittelbarer Nachbarschaft zur Kupferhütte Głogow. Bereits kurz nach der Inbetriebnahme der Kupferhütte wurden in Biechów und der Umgebung starke Bodenkontaminationen durch Blei, Zink und Kupfer festgestellt, zudem traten bei vielen Bewohnern des Dorfes sowie der umliegenden Ortschaften Krankheiten wie beispielsweise Leukämie oder Organdegenerationen auf, die direkt auf die Umweltverschmutzung durch das Kupferwerk zurückzuführen waren. Daraufhin verließen die Bewohner den Ort. 1998 erhielt der Betreiber der Kupferhütte, KGHM Polska Miedź, die Zustimmung zum Abriss der Gebäude im Ort. Seit 2003 ist das Dorf komplett verlassen, am 1. Dezember 2003 wurde die Ortslage von Biechów nach Głogow eingemeindet.
Bis 1945 gehörte der Ort zum Deutschen Reich. Nach der Grenzziehung in der Zeit nach dem Zweiten Weltkrieg kam Biechów an die Republik Polen. Zwischen 1975 und 1998 gehörte der Ort zur Woiwodschaft Legnica, nach deren Auflösung in Folge einer Gebietsreform kam Biechów zur Woiwodschaft Niederschlesien.

## Nachweise
1. ↑  Heinrich Adamy: Die Schlesischen Ortsnamen - Ihre Entstehung und Bedeutung. Verlag von Priebotsch`s Buchhandlung, Breslau 1888.
2. ↑  Joanna Dzikowska: Ostatni mieszkańcy zatrutej wsi. Wszyscy uciekli, zostały ruiny. In: wyborcza.pl. 9. Mai 2016, abgerufen am 8. März 2018 (polnisch).